# Mahamadou Diaby

a Compétitions nationales et continentales officielles uniquement.

Dernière mise à jour le 30 juin 2025.
Mahamadou Diaby, né le 15 août 1990 à Bagnolet (Seine-Saint-Denis), est un joueur français de rugby à XV évoluant au poste de troisième ligne aile.
Il remporte la Champions Cup avec l'Union Bordeaux Bègles en 2025.

## Biographie

### Débuts dans le rugby
Mahamadou Diaby commence le rugby en 2007 après avoir découvert ce sport lors de la Coupe du monde 2007 se déroulant en France. Il joue alors à Bagnolet pendant trois ans où il est positionné au poste de centre, avant de rejoindre les reichels puis les espoirs du Stade français où il est finalement déplacé au poste de troisième ligne aile. En 2011, il intègre le groupe professionnel avant de rejoindre le Racing Métro 92 l'année suivante mais ne participe pas à la saison 2012-2013 du Top 14. En 2013, il rejoint l'Union sportive Oyonnax rugby avec laquelle il joue quatorze matchs et marque un essai. À l'intersaison 2014, il rejoint alors le FC Grenoble,. Lors de la victoire à domicile de Grenoble sur le RC Toulon le 1er novembre 2015, il est élu homme du match par les supporters.

### L'ère Bordeaux-Bègles
En mai 2017, à la suite de la relégation en Pro D2 du FC Grenoble, il est annoncé qu'il signe un contrat de trois ans avec l'Union Bordeaux Bègles.
En novembre 2017, il est sélectionné avec les Barbarians français pour affronter les Māori All Blacks au Stade Chaban-Delmas de Bordeaux. Les Baa-Baas parviennent à s'imposer 19 à 15.
En 2019, en l'absence du capitaine Jefferson Poirot parti disputer la Coupe du monde au Japon avec la France, Mahamadou Diaby est nommé capitaine de l'Union Bordeaux Bègles par son entraineur, Christophe Urios, durant le début de saison. Pendant cette période, il prolonge son contrat avec le club girondin pour quatre saisons, jusqu'en 2024. 
En janvier 2021, il est victime d'une rupture du tendon d’Achille sur la pelouse du Racing 92, blessure qui met un terme à sa saison.
Durant sa convalescence, il subit une deuxième opération pour soigner une pubalgie afin de revenir au mieux pour le début de la saison 2021-2022.
Le 12 juin 2022, lors du match de barrage de Top 14 contre le Racing 92 au stade Chaban-Delmas, Mahamadou Diaby dispute son centième match sous le maillot de l'Union Bordeaux Bègles, en même temps que le deuxième ligne international australien Kane Douglas.
En 2022-2023, malgré une saison marquée par l'éviction de Christophe Urios, il parvient à nouveau à se qualifier en demi-finale du Top 14 avec l'UBB grâce à une victoire en match de barrage acquise à la dernière minute contre le Lou rugby. De plus, il réalise à trente-deux ans une saison pleine, terminant l'exercice avec six essais marqués et affiche le plus gros temps de jeu de l'effectif. Au cours du mois de juin, il annonce au micro de la radio ARL espérer prolonger son contrat avec l'Union Bordeaux Bègles. Ses performances lui valent d'être sélectionné dans le XV Type de la saison du Top 14, il est le seul joueur de l'Union Bordeaux Bègles présent dans la sélection cette année-là.
En début de saison 2023-2024, au mois de novembre, il signe une prolongation de contrat le liant désormais jusqu'en 2026 avec le club bordelais.
Le 28 juin 2024, il est titulaire en finale du Top 14, organisée exceptionnellement au Stade Vélodrome de Marseille, face au Stade toulousain. Les bordelais ne parviennent pas à inquiéter les toulousains et s'inclinent sur le large score de 59 à 3.
L'année suivante, le 24 mai 2025, il est titulaire en finale de la Champions Cup au Millennium Stadium de Cardiff face aux Northampton Saints. Les bordelo-bèglais s'imposent 28 à 20 face aux anglais et remportent ainsi le premier titre de l'histoire du club.

## Style de jeu et hygiène de vie
Reconnu comme un joueur dur et physique, Mahamadou se définit lui-même comme un "joueur de combat". Il est également reconnu pour sa discipline concernant son hygiène de vie.

## Palmarès

### En club
- Finaliste du Championnat de France en 2024 avec l'Union Bordeaux Bègles.
- Vainqueur de la Champions Cup en 2025 avec l'Union Bordeaux Bègles.

### Distinctions personnelles
- Membre de l'équipe type du Championnat de France en 2023.